# Decaturville
Decaturville és una població dels Estats Units a l'estat de Tennessee. Segons el cens del 2000 tenia 859 habitants.

## Demografia
Segons el cens del 2000, Decaturville tenia 859 habitants, 349 habitatges, i 214 famílies. La densitat de població era de 197,4 habitants/km².
Dels 349 habitatges en un 25,8% hi vivien nens de menys de 18 anys, en un 46,7% hi vivien parelles casades, en un 11,7% dones solteres, i en un 38,4% no eren unitats familiars. En el 35,8% dels habitatges hi vivien persones soles el 17,5% de les quals corresponia a persones de 65 anys o més que vivien soles. El nombre mitjà de persones vivint en cada habitatge era de 2,21 i el nombre mitjà de persones que vivien en cada família era de 2,86.
Per edats la població es repartia de la següent manera: un 20,4% tenia menys de 18 anys, un 9,4% entre 18 i 24, un 22,7% entre 25 i 44, un 24,8% de 45 a 60 i un 22,7% 65 anys o més.
L'edat mediana era de 43 anys. Per cada 100 dones de 18 o més anys hi havia 83,4 homes.
La renda mediana per habitatge era de 23.056 $ i la renda mediana per família de 37.857 $. Els homes tenien una renda mediana de 30.815 $ mentre que les dones 21.103 $. La renda per capita de la població era de 14.864 $. Entorn del 17,9% de les famílies i el 22,4% de la població estaven per davall del llindar de pobresa.

## Poblacions més properes
El següent diagrama mostra les poblacions més properes.